# Bergfluiter
De bergfluiter (Phylloscopus bonelli) is een zangvogel uit de familie Phylloscopidae. De wetenschappelijke naam is een eerbetoon aan de Italiaanse ornitholoog Franco Andrea Bonelli.

## Kenmerken
Het is een vrij kleine boszanger, iets kleiner dan een fitis, 10,5 tot 12 cm lang. Kenmerkend is een gelige stuit en verder is de vogel grijsbruin en lichter grijs van onder.

## Verspreiding en leefgebied
Bergfluiters komen voor in het zuiden van Europa, in de Alpenlanden, verder geheel Italië, Frankrijk, Spanje, Portugal en Griekenland. In het noorden van zijn areaal is het een vogel van half open bossen, vaak eikenbossen, in het zuiden vaak hogerop in de hellingbos met naaldhout. Het is een uitgesproken trekvogel die alleen in Europa broedt en 's winters in Afrika verblijft.
In Nederland en België is deze vogelsoort een zeer zeldzame broedvogel. In Nederland zijn tussen 1958 en 2021 in totaal 52 gedocumenteerde waarnemingen (mogelijk broedpogingen) gemeld.

## Taxonomie
Tot in de jaren 1990 werd een op de Balkan voorkomende balkanbergfluiter als ondersoort P. bonelli orientalis beschouwd. De roep van de bergfluiter verschilt van de roep van de balkanbergfluiter, de zang niet. Uit moleculair genetisch onderzoek bleek dat dit verschil in de genen zit en daarom heeft de balkanbergfluiter nu de soortstatus.

## Galerij

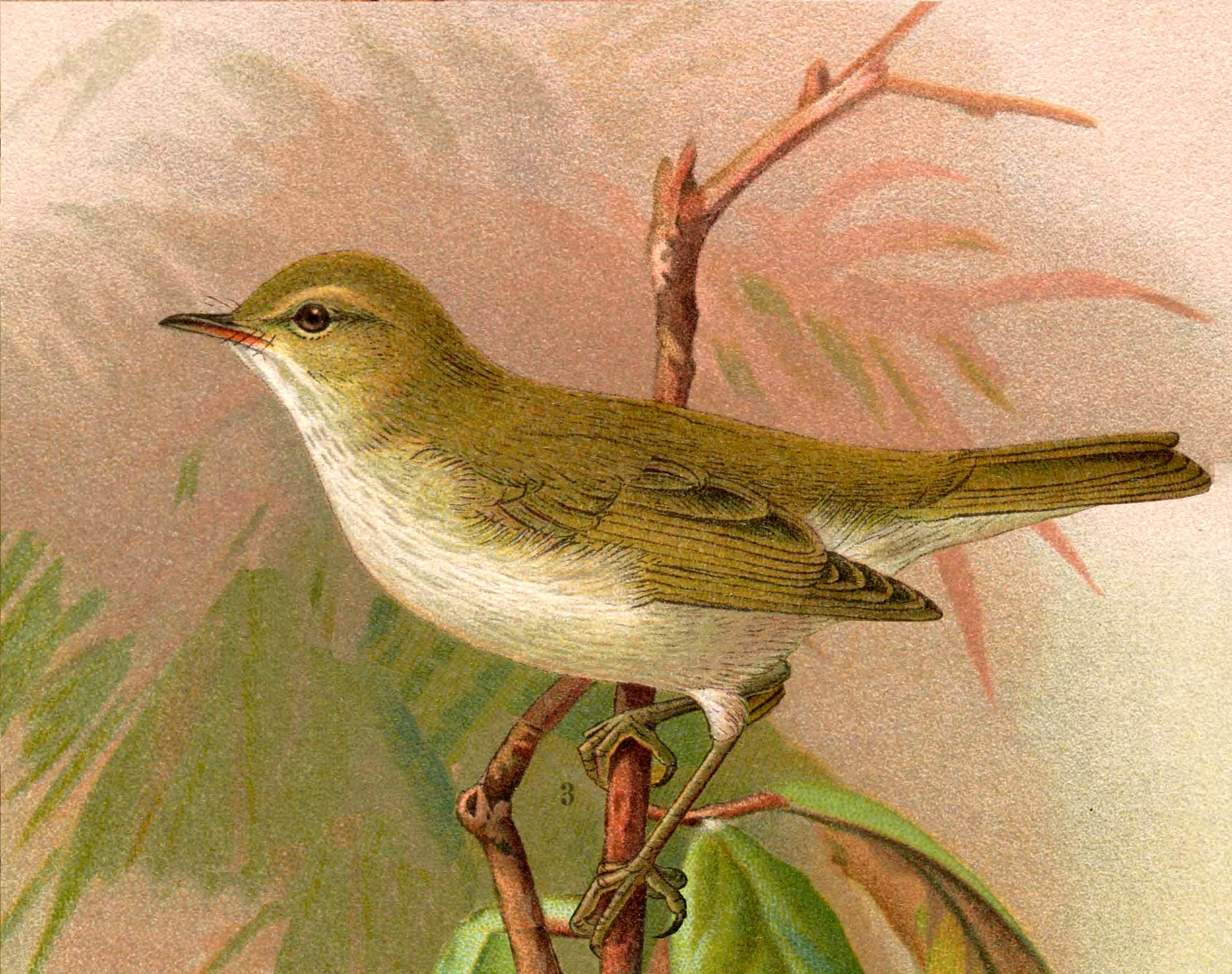
(1897), John Gerrard Keulemans